# Allolestes maclachlani
Allolestes maclachlani е вид водно конче от семейство Megapodagrionidae. Видът е застрашен от изчезване.

## Разпространение
Разпространен е в Сейшели.